# Làser d'excímer

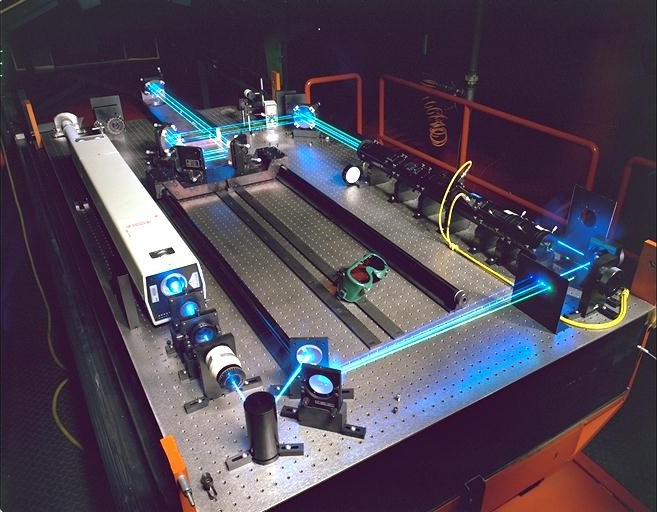
Làser de llum blava.

El làser d'excímers, làser d'excímer (copiat de l'anglès) o làser exciplex és un tipus de làser de llum ultraviolada utilitzat freqüentment en cirurgia ocular. El terme excímer prové de l'anglès excited dimer (dímer excitat), mentre que el terme exciplex prové de excited complex (complex excitat).
Un dímer és una entitat química o biològica que consisteix en dues subunitats amb estructura similar anomenades monòmers, que poden estar units per llaços forts o febles. Un complex en química és una estructura que consisteix en un àtom o molècula central connectats a altres àtoms o molècules.
El làser excímer típic utilitza una combinació de gas inert com l'argó, kriptó o xenó, amb un gas reactiu. En condicions apropiades d'una simulació elèctrica, es crea una pseudo-molècula, la qual existeix només en un estat energitzat i pot donar una llum làser en el rang ultraviolat.
La llum ultraviolada del làser excímer és absorbida molt bé en teixits i components orgànics. En comptes de tallar o cremar, el làser excímer té prou energia com per separar els llaços entre molècules dels teixits. El làser excímer té la propietat de poder aixecar o eliminar petites i primes capa de cèl·lules sense danyar els teixits. Aquestes propietats fan del làser un excel·lent instrument per a màquines de precisió o delicades cirurgies com la cirurgia ocular LASIK.

## Història
El primer làser excímer va ser inventat el 1970 per Nikolai Basov, VA Danilychev i Yu M. Popov a l'Institut Físic Lebedev a Moscou; utilitzant un dímer xenó excitat per un electró per donar l'emissió estimulada. Una millora desenvolupada més endavant per molts grups, va ser l'ús de gasos nobles. Entre aquests grups hi ha el United States Government's Naval Research Labo, el Northrop Research and Technology Center, el Avco Everett Research Laboratory i Sandia Laboratories.
L'acció del làser en una molècula excímer passa perquè té un estat associatiu excitat però també té un estat no associatiu. Això és perquè els gasos nobles, com el xenó i el kriptó, és molt poc probable que formin compost químics, però en un estat excitat poden crear un enllaç temporal.